# 6،1-هبتاديين
6,1-هبتاديين هو مركب عضوي هيدروكربوني من الدايينات صيغته C7H12، ويوجد في الشروط القياسية على شكل سائل عديم اللون.

## التحضير
يمكن أن يحضر هذا المركب من تفاعل 3،1-بوتاديين مع بروميد أليل المغنسيوم في وسط من ثنائي إيثيل الإيثر، ثم بإجراء تفاعل حلمهة لاحق باستخدام حمض الهيدروكلوريك ثم بتعديل الوسط باستخدام بيكربونات الصوديوم. إلا أنه يستحصل على ناتج غير نقي، إذ يكون الناتج مشوباً بمركب 5,1-هبتاديين.

## الخواص
يوجد هذا المركب في الشروط القياسية على شكل سائل عديم اللون، وهو عملياً غير قابل للامتزاج مع الماء.

## الاستخدمات
يستخدم 6,1-هبتاديين في مجال الأبحاث الكيميائية لتحضير المتصاوغات اللامتناظرة من 6-ميثيل حمض البيكولينيك.